# Nick Thoman
Nicholas Brewer Thoman (Cincinnati, 6 marzo 1986) è un ex nuotatore statunitense.
Specializzato nel dorso, ha vinto la medaglia d'oro con la staffetta 4x100m mista ai Giochi olimpici di Londra del 2012, nuotando la frazione a dorso nelle batterie. Ha vinto, sempre con la staffetta mista un oro ai mondiali del 2011 e uno ai mondiali in vasca corta del 2010 di Dubai. Individualmente vanta una vittoria nei 100 m dorso ai XVII Giochi panamericani di Toronto e un bronzo ai Giochi PanPacifici del 2010 di Irvine.

## Palmarès
- Olimpiadi

Londra 2012: oro nella 4x100m misti e argento nei 100m dorso.
- Mondiali

Shanghai 2011: oro nella 4x100m misti
- Mondiali in vasca corta

Dubai 2010: oro nella 4x100m misti.
- Giochi PanPacifici

Irvine 2010: bronzo nei 50m dorso.
- Giochi panamericani

Toronto 2015: oro nei 100m dorso e argento nella 4x100m misti.
- Universiadi

Bangkok 2007: argento nella 4x100m misti, bronzo nei 100m dorso e nei 200m dorso.